# Dolichomitus speciosus
Dolichomitus speciosus är en stekelart som först beskrevs av Hellen 1915.  Dolichomitus speciosus ingår i släktet Dolichomitus och familjen brokparasitsteklar. Enligt den finländska rödlistan är arten sårbar i Finland. Artens livsmiljö är skogar. Inga underarter finns listade i Catalogue of Life.